# 永井直時
永井 直時（ながい なおとき）は、江戸時代前期の大名。摂津高槻藩の第2代藩主。

## 略伝
寛永15年（1638年）3月、山城長岡藩主・永井直清の長男・直吉の長男として生まれる。万治2年（1659年）12月28日、從五位下に叙され、市正と称す。
寛文9年（1669年）に父が祖父に先立って早世したため（一説に直吉は病弱で、寛永12年（1635年）に世嗣を廃されて直時が世嗣になったとも言われる）、寛文11年（1671年）に祖父が死去すると跡を継ぎ、3月10日に藩主となった。延宝8年（1680年）7月18日に死去した。享年43。
子は女児しかなかったため、養子の直種（永井尚征の四男、直時の正室の兄弟）が跡を継いだ。